# 澤西維爾 (新澤西州)
澤西維爾（英語：Jerseyville）是位於美國新澤西州蒙茅斯縣的非建制地區。

## 歷史
澤西維爾的郵局於1869年設立，其後於翌年停運。

## 地理
澤西維爾所處的海拔為高於海平面47米（即154英呎），而該地所採用的時區為UTC-5，即北美东部时区（EST）。同時該地設有夏令時間，為UTC-5調快一小時，即UTC-4（EDT）。